# Danskøya
Danskøya er en ø på Svalbard. Den ligger lige nordvest for Spitsbergen, den største ø i øgruppen og lige ved Magdalenefjorden. Lige nord ligger Amsterdamøya. Som mange andre øer på Svalbard er Danskøya ikke beboet. Øen er 40,6 kvadratkilometer stor og ligger på 79°40′N 10°52′Ø / 79.667°N 10.867°Ø.
Fra denne ø startede S. A. Andrées arktiske ballonekspedition i 1897. Andrées hydrogenballon styrtede ned på pakisen tre dage efter afrejse fra Danskøya, og efter vandring i næsten tre måneder omkom de opdagelsesrejsende til slut på Kvitøya.

## Citater
1. ↑  Lokaliseringsinformation fra Spitsbergen North Arkiveret 15. juni 2006 hos  Wayback Machine. Svalbard-images.com (URL besøgt 24. juli 2006)
2. ↑  Kun tre af øerne på Svalbard (Spitsbergen, Bjørnøya og Hopen) har bosætning. Svalbard: General Arkiveret 5. december 2006 hos  Wayback Machine, Norsk Polarinstitutt. Sidst opdateret 27. maj 2004. (URL besøgt 24. juli 2006)
3. ↑  Lundström, Sven (1997), ss. 73–114